# AMC Networks International Central Europe
AMC Networks International Europe Central (anteriormente Chello Central Europe) é uma empresa de televisão com sede em Budapeste Hungria,, de propriedade da AMC Networks International.
Ela opera 15 canais na Albânia, Bósnia e Herzegovina, Croácia, República Checa, Hungria, Montenegro, Polônia, Romênia, Sérvia, Turquia, Eslováquia e Eslovênia, e também opera At Media (Polónia) e Mojo Productions.

## Canais AMCNI Central Europe
- Film Mania
- Film Cafe
- Megamax
- AMC Europe
- Minimax
- Sport 1
- Sport 2
- Sport M
- Spektrum
- Spektrum Home
- Televizija OBN[1]
- TV Deko
- JimJam and JimJam Polsat